# Pseudocrossidium revolutum
Pseudocrossidium revolutum (Brid.) R. H. Zander a Pottiaceae családba tartozó lombosmoha faj. Szinonim neve: Barbula revoluta Brid.

## Megjelenése
Pseudocrossidium revolutum 1 cm magas sűrű gyepet alkot. Színe sárgás-, világoszöld, belül barnás, a növénykék gyéren elágazók. Levele szárazon erősen, spirálisan csavarodott, alakja lándzsás-nyelv alakú, az ér vékony, papillás mint a levéllemez sejtjei, egysejtű hegyben lép ki. A levélszél erősen begöngyölt. A felső sejtek kerekdedek, az alsók hosszúkásabbak, sárgásak. Kétlaki, tokot ritkán fejleszt. A gyökérszőrök között a vegetatív szaporodást szolgáló sarjmorzsákat fejleszt.

## Élőhelye
Ez a faj a meszes élőhelyeket kedveli. Meszes sziklákon, kőtörmelékes helyeken él. Gyakori kísérőfajai: Grimmia pulvinata, Schistidium apocarpum, S. crassipilum, Orthotrichum anomalum és Tortula muralis.

## Elterjedése
Magyarországon sokfelé előfordul de nem túl elterjedt. A hegyvidékeken gyakoribb Alföldön sokkal ritkább. Európában elterjedt fajnak számító középhegységi faj, max. 900 méter tengerszint feletti magasságig. A világon még megtalálható Közép- és Délnyugat-Ázsiában, Észak-Amerikában, Észak- és Dél-Afrikában.

## Fordítás
Ez a szócikk részben vagy egészben  a   Pseudocrossidium revolutum című német Wikipédia-szócikk ezen változatának fordításán alapul.  Az eredeti cikk szerkesztőit annak laptörténete sorolja fel. Ez a jelzés csupán a megfogalmazás eredetét és a szerzői jogokat jelzi, nem szolgál a cikkben szereplő információk forrásmegjelöléseként.

## Internetes hivatkozások
- BBS Field Guide - Pseudocrossidium revolutum (Angol oldal)

- Swiss Bryophytes - Pseudocrossidium revolutum (Svájci oldal)

- Bildatlas Moose - Pseudocrossidium revolutum (Német oldal)